# Landtagswahl in Rheinland-Pfalz 1951
- SPD: 38
- FDP: 19
- CDU: 43

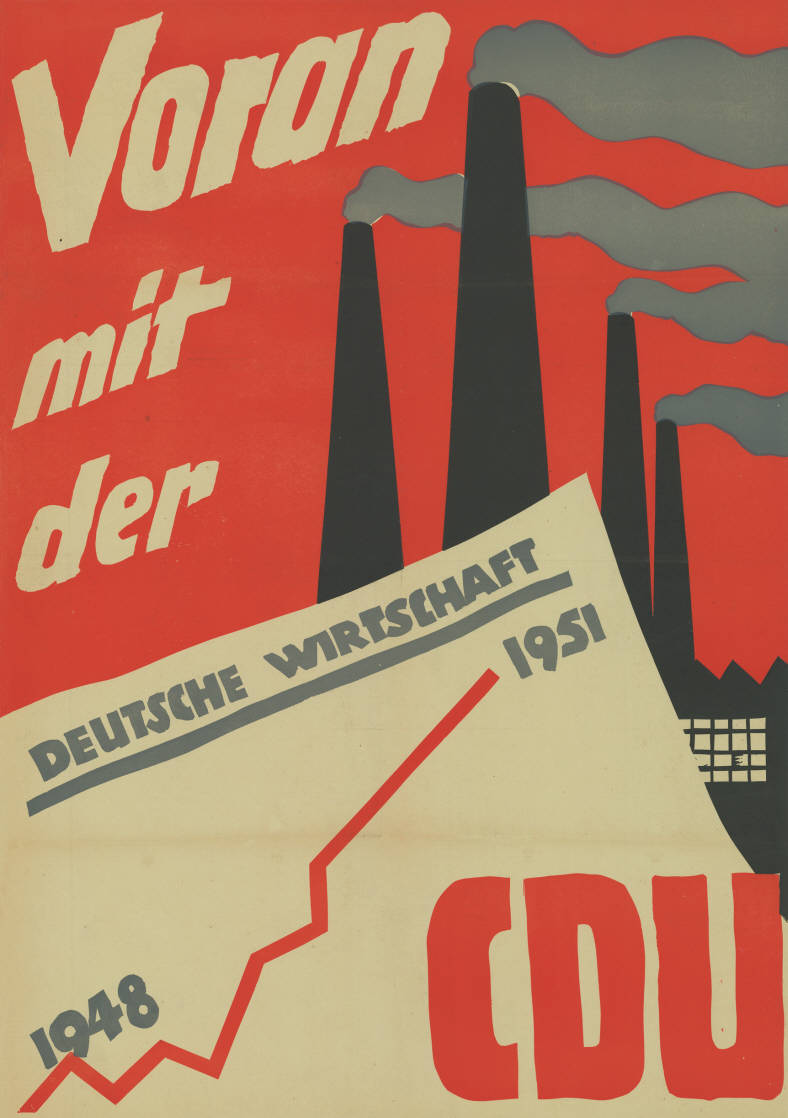
Wahlplakat der CDU

Die Landtagswahl in Rheinland-Pfalz 1951 fand am 29. April statt. Die CDU verlor acht Prozentpunkte, blieb aber weiterhin stärkste Partei. Größter Wahlgewinner war die FDP, die fast sieben Prozentpunkte hinzugewinnen konnte. Die KPD war der große Wahlverlierer, sie verlor über die Hälfte ihrer Wählerstimmen und verpasste mit einem Ergebnis von 4,3 % den erneuten Einzug in den Landtag. Die von Ministerpräsident Peter Altmeier geführte CDU ging mit der FDP eine Regierungskoalition ein und beendete dadurch die bisherige Allparteienkoalition.

## Ausgangslage
Allparteienregierung unter Ministerpräsident Peter Altmeier (CDU).

## Wahlergebnis
Landtagswahl am 29. April 1951
Wahlberechtigte: 2.021.164
Wähler: 1.512.643 (Wahlbeteiligung: 74,84 %)
Gültige Stimmen: 1.437.250 
 Ungültige Stimmen: 75.393 (4,98 %) 
| Partei  | Stimmen   | Anteil in % | Sitze | Sitze 1947 |
| CDU     | 563.274   | 39,19       | 43    | 48         |
| SPD     | 488.374   | 33,98       | 38    | 34         |
| FDP     | 240.071   | 16,70       | 19    | 11*        |
| KPD     | 62.483    | 4,35        |       | 8          |
| Zentrum | 29.816    | 2,07        |       |            |
| BHE     | 27.573    | 1,92        |       |            |
| NGK     | 10.012    | 0,70        |       |            |
| DRP     | 7.185     | 0,50        |       |            |
| DG      | 4.864     | 0,34        |       |            |
| DAP     | 3.598     | 0,25        |       |            |
| Total   | 1.437.250 |             | 100   | 101        |

* Vor der Fusion zur FDP entfielen 7 Mandate auf die Liberale Partei (LP) und 4 Mandate auf den Sozialen Volksbund (SV).
→ Liste der Mitglieder des Landtages Rheinland-Pfalz (2. Wahlperiode)